# Neure
Neure es una comuna francesa situada en el departamento de Allier, en la región de Auvernia-Ródano-Alpes.

## Demografía
| 232 | 222 | 187 | 168 | 152 | 166 | 192 |
| Para los censos de 1962 a 1999 la población legal corresponde a la población sin duplicidades (Fuente: INSEE [Consultar]) |     |     |     |     |     |     |